# Fabiana Anastácio
Fabiana Anastácio Nascimento, née le 23 février 1975 à Santo André et morte le 4 juin 2020 à São Paulo, est une pasteur évangélique pentecôtiste et chanteuse brésilienne de musique chrétienne contemporaine.

## Biographie
Fabiana Anastácio est née à Santo André (État de São Paulo). Elle a chanté des chansons de pentecôtisme et s'est inspirée de Shirley Carvalhaes et Ozéias de Paula . Une vidéo dans laquelle elle interprète dans une église Fiel a Mim d'Eyshila est devenue virale. Ce succès lui a permis d'enregistrer son premier album qui est sorti en 2012.
Au cours de ses sept années de carrière, elle a connu le succès avec les titres O Grande Eu Sou, Deixa Comigo, Sou Eu et Adorarei.
Fabiana Anastácio est décédée le 4 juin 2020 à São Paulo, à l'âge de 45 ans, des suites du COVID-19,.

## Discographie
- 2012 : Adorador 1
- 2015 : Adorador 2 - Além da Canção
- 2017 : Adorador 3 - Além das Circunstâncias
- 2020 : Deus É Contigo